# Elsbethen
Elsbethen – gmina w Austrii, w kraju związkowym Salzburg, w powiecie Salzburg-Umgebung. Liczy 5350 mieszkańców (1 stycznia 2015).